# Grisollea crassifolia
Grisollea crassifolia är en tvåhjärtbladig växtart som beskrevs av Schori, Lowry & G.E.Schatz. Grisollea crassifolia ingår i släktet Grisollea och familjen Icacinaceae. Inga underarter finns listade i Catalogue of Life.